# Challenger de Orlando 2021
El torneo Orlando Open 2021 fue un torneo profesional de tenis. Perteneció al ATP Challenger Series 2021. Se disputó en su 3.ª edición sobre superficie dura, en Orlando, Estados Unidos entre el 12 y el 18 de abril de 2021.

## Jugadores participantes del cuadro de individuales
| Favorito | País                      | Jugador              | Rank1 | Posición en el torneo |
| -------- | ------------------------- | -------------------- | ----- | --------------------- |
| 1        | Bandera de Estados Unidos | Steve Johnson        | 83    | Primera ronda         |
| 2        | Bandera de Japón          | Yasutaka Uchiyama    | 111   | Segunda ronda         |
| 3        | Bandera de Estados Unidos | Mackenzie McDonald   | 119   | Primera ronda         |
| 4        | Bandera de Brasil         | Thiago Seyboth Wild  | 122   | Segunda ronda         |
| 5        | Bandera de Estados Unidos | Denis Kudla          | 123   | FINAL                 |
| 6        | Bandera de la India       | Prajnesh Gunneswaran | 139   | Segunda ronda         |
| 7        | Bandera de China Taipéi   | Jason Jung           | 148   | Primera ronda         |
| 8        | Bandera de Chile          | Alejandro Tabilo     | 163   | Primera ronda         |

- 1 Se ha tomado en cuenta el ranking del 5 de abril de 2021.

### Otros participantes
Los siguientes jugadores recibieron una invitación (wild card), por lo tanto ingresan directamente al cuadro principal (WC):
- Christian Harrison
- Zane Khan
- Aleksandar Kovacevic

Los siguientes jugadores ingresan al cuadro principal tras disputar el cuadro clasificatorio (Q):
- Altuğ Çelikbilek
- Martin Damm
- Roberto Quiroz
- Tim van Rijthoven

## Campeones

### Individual Masculino
- Jenson Brooksby derrotó en la final a  Denis Kudla, 6–3, 6–3

### Dobles Masculino
- Mitchell Krueger /  Jack Sock derrotaron en la final a  Christian Harrison /  Dennis Novikov, 4–6, 7–5, [13–11]